# Seznam chráněných území v okrese Plzeň-město
Toto je seznam chráněných území v okrese Plzeň-město aktuální k roku 2010, ve kterém jsou uvedena chráněná území v oblasti okresu Plzeň-město.
| Kód  | Obrázek                      | Typ | Název             | Rozloha (ha) | Galerie Commons                                                                      | Popis území                                                                                                   | Souřadnice                       |
| ---- | ---------------------------- | --- | ----------------- | ------------ | ------------------------------------------------------------------------------------ | --- | -------------------------------- |
| 625  | Přírodní památka Andrejšky   | PP  | Andrejšky         | 2,02         | Kategorie „Andrejšky“ na Wikimedia Commons                                           | Výrazné buližníkové skalní útvary                                                                             | 49°41′18″ s. š., 13°27′31″ v. d. |
|      |                              | PřP | Berounka          | 13 100       | Kategorie „Nature park Berounka“ na Wikimedia Commons                                | | 49°55′16″ s. š., 13°32′15″ v. d. |
| 1349 | Les na lokalitě              | PP  | Černá stráň       | 8,28         | Kategorie „Černá stráň (natural monument, Plzeň-City District)“ na Wikimedia Commons | Klasické naleziště ordovických zkamenělin                                                                     | 49°42′14″ s. š., 13°28′46″ v. d. |
| 667  | Čertova kazatelna            | PP  | Čertova kazatelna | 2,40         | Kategorie „Čertova kazatelna“ na Wikimedia Commons                                   | Ukázka selektivního větrání karbonských sedimentů                                                             | 49°45′36″ s. š., 13°20′7″ v. d.  |
| 1946 | Skály přírodní památky Doubí | PP  | Doubí             | 28,13        |                                                                                      | Zbytek borové doubravy, entomologické naleziště                                                               | 49°47′39″ s. š., 13°23′33″ v. d. |
| 1660 | Rozpadlé kameny na lokalitě  | PP  | Ejpovické útesy   | 1,93         | Kategorie „Ejpovické útesy“ na Wikimedia Commons                                     | Světově nejstarší lokalita autochtonního výskytu spodnoordovické fauny v zatopeném lomu                       | 49°45′26″ s. š., 13°31′0″ v. d.  |
| 159  | Kamenný rybník               | PR  | Kamenný rybník    | 11,38        | Kategorie „Kamenný rybník (Plzeň)“ na Wikimedia Commons                              | Vrchovištní rašeliniště přecházející v rašelinný les, slatinná louka s výskytem vzácných druhů                | 49°47′30″ s. š., 13°22′38″ v. d. |
| 855  |                              | PP  | Kopeckého pramen  | 0,42         | Kategorie „ Kopeckého pramen“ na Wikimedia Commons                                   | Minerální pramen kulturně historického významu                                                                | 49°45′56″ s. š., 13°21′27″ v. d. |
| 611  | PP Malesická skála           | PP  | Malesická skála   | 0,01         | Kategorie „Malesická skála“ na Wikimedia Commons                                     | Ojedinělá skalní pyramida v karbonských sedimentech                                                           | 49°46′52″ s. š., 13°18′46″ v. d. |
| 1069 |                              | PR  | Petrovka          | 28,08        | Kategorie „Petrovka“ na Wikimedia Commons                                            | Pseudokrasový žleb, rašeliniště, mokřady a bor (místní ekotyp borovice lesní)                                 | 49°47′24″ s. š., 13°21′37″ v. d. |
| 1328 | Pohled na rokli              | PP  | Sedlecká rokle    | 0,27         | Kategorie „Sedlecká rokle“ na Wikimedia Commons                                      | Paleontologická lokalita graptolitové fauny                                                                   | 49°42′ s. š., 13°30′7″ v. d.     |
| 1329 |                              | PP  | Sutice            | 1,83         | Kategorie „Sutice (natural monument)“ na Wikimedia Commons                           | Paleontologicky bohatý profil spodních poloh dobrotivského souvrství, naleziště trilobitů                     | 49°42′25″ s. š., 13°29′53″ v. d. |
| 524  | Zábělá                       | PR  | Zábělá            | 31,93        | Kategorie „Zábělá“ na Wikimedia Commons                                              | Zachování přirozeného reliktního boru a smíšeného lesního porostu habrové doubravy s bohatou hájovou vegetací | 49°47′13″ s. š., 13°27′33″ v. d. |

## Zrušená chráněná území
| Kód | Obrázek                   | Typ | Název          | Rozloha (ha) | Galerie Commons                                                  | Popis území                                               | Souřadnice                       |
| --- | ------------------------- | --- | -------------- | ------------ | ---------------------------------------------------------------- | --------------------------------------------------------- | -------------------------------- |
|     | Osní tok přírodního parku | PřP | Horní Berounka | 10 100       | Kategorie „Nature park Horní Berounka“ na Wikimedia Commons      |                                                           | 49°55′16″ s. š., 13°32′15″ v. d. |
| 410 | Pohled na rybník          | PP  | Starý rybník   | 5,58         | Kategorie „Starý rybník (natural monument)“ na Wikimedia Commons | Botanicky cenná společenstva vodních a mokřadních rostlin | 49°41′35″ s. š., 13°29′37″ v. d. |